# Lösen
Lösen is een plaats in de gemeente Karlskrona in het landschap Blekinge en de provincie Blekinge län in Zweden. De plaats heeft 95 inwoners (2005) en een oppervlakte van 13 hectare.